# إيزيكيل بونسه
إيزيكيل بونسه (بالإسبانية: Ezequiel Ponce)‏ هو لاعب كرة قدم أرجنتيني في مركز الهجوم ولد في يوم 29 مارس 1997 في مدينة روزاريو في الأرجنتين، يلعب حالياً مع نادي ليل وسبق له اللعب مع نادي نيولز أولد بويز ونادي روما ونادي غرناطة، يبلغ طوله 181 سم.

## روابط خارجية
- إيزيكيل بونسه على موقع الاتحاد الأوربي (الإنجليزية)
- إيزيكيل بونسه على موقع الدوري الأمريكي (الإنجليزية)
- إيزيكيل بونسه على موقع قاعدة بيانات كرة القدم.إي يو (الإنجليزية)
- إيزيكيل بونسه على موقع Soccerbase.com (لاعب) (الإنجليزية)
- إيزيكيل بونسه على موقع Soccerway.com (الإنجليزية)
- إيزيكيل بونسه على موقع عالم كرة القدم.نت (الإنجليزية)
- إيزيكيل بونسه على موقع أوليمبيديا (الإنجليزية)
- إيزيكيل بونسه على موقع AS.com (الإسبانية)